# Matehuala
Matehuala es la cabecera del municipio de Matehuala en el estado de San Luis Potosí, en el norte de México. Según el censo de 2020, tiene una población de 86 686 habitantes. Es la cuarta ciudad en importancia del estado en cuanto a población después de San Luis Potosí, Soledad de Graciano Sánchez y Ciudad Valles.
Durante los siglos XVII y XVIII, el área que hoy comprende Matehuala fue un territorio fronterizo, una zona disputada por varias jurisdicciones: la alcaldía mayor de Charcas, el Reino de Nueva Galicia, el Reino de México y el Nuevo Reino de León. Esta condición de frontera, marcada por una baja densidad demográfica y una economía limitada, se mantuvo por más de un siglo y medio.
La población original de la región estuvo compuesta por pueblos originarios como negritos y guachichiles, a los que posteriormente se sumaron tlaxcaltecas, tarascos e hispanos. A partir de políticas virreinales de pacificación y reparto de dádivas, estos grupos comenzaron a establecerse de manera más permanente en torno a rancherías y haciendas, generando una sociedad heterogénea y cambiante.
Fundada en 1682, existen múltiples hipótesis sobre el origen del nombre de la ciudad, aunque ninguna ha sido comprobada con certeza. Se ha dicho que proviene del náhuatl maka tiwallaw, que se interpreta como "no vengas", relacionado con un supuesto grito de guerra guachichil. No obstante, el análisis lingüístico de estas teorías muestra inconsistencias, y no hay una etimología definitiva aceptada por los especialistas.

## Historia

### Época prehispánica
La zona del Altiplano Potosino era poblada por los negritos y guachichiles que, se sabe, eran pueblos nómadas, cuya principal actividad económica era la recolección, por lo que se caracterizaban por ser conocedores de la herbolaria.
No usaban vestidos. Las mujeres se fajaban a la cintura un cuero de venado. Se pintaban el cuerpo con almagre y otros minerales, negros y amarillos, que obtenían de las minas. Se trasquilaban cuando estaban de luto. No enterraban a sus muertos, sino que los quemaban y guardaban las cenizas en unos costalitos que llevaban siempre consigo. Aventaban las cenizas de sus enemigos.
A sus prisioneros les quitaban la cabellera, la cual se colgaban a la espalda. Usaban los nervios para atar con ellos el pedernal a su flecha y los huesos de las canillas para mostrarlos como trofeo. Sólo perdonaban la vida a muchachos y mujeres jóvenes.
En su mayor parte, su organización social se basaba en la familia nuclear. Vivían en pequeñas aldeas en la parte sur y, hacia el norte, prevalecía la forma tribal de asentamientos menos estables. En general, los pueblos del norte eran más pequeños que los del sur. La poligamia caracterizaba a los primeros y la monogamia a los segundos, teniendo la esposa mayor libertad que en otras partes. Había matrimonios tanto intratribales como intertribales.

### Expediciones españolas
A principios del siglo XVI, los españoles realizaban expediciones en el Altiplano en busca de metales y de la explotación de minas. Un capitán de nombre Gabriel Ortiz de Fuenmayor en compañía de algunos otros aventureros y misioneros entró al corazón del nuevo reino por el lado de Zacatecas y con destino a Texas.
Entre octubre de 1551 y abril de 1553, el virrey Luis de Velasco y Ruiz de Alarcón organizó tres expediciones para acabar con la Guerra Chichimeca. Comisionó a capitanes que quisieran la paz, interesados en velar por sus propios intereses; todos llevaron a sus aliados indígenas. Se cedieron terrenos a los nuevos habitantes, pero con la obligación de residir allí y mantener armas para su defensa. Además, dio orden a los gobernadores y jefes militares de los otomíes de operar en la Gran Chichimeca como diplomáticos, guerreros y colonos en los puestos defensivos.
Fue hasta 1568, en el virreinato de Martín Enríquez de Almanza, cuando se tomaron medidas más serias para enfrentar el problema y se establecieron los presidios de la frontera, unidos por un sistema de escoltas militares. En la década de 1570 se cuestionó por primera vez la moralidad de la guerra. Se escucharon muchas voces, pero finalmente se llegó a la conclusión de que la guerra era justa y obligatoria, pero siempre y cuando no hubiera esclavos. Los dominicos fueron los únicos en sostener que los españoles eran invasores y agresores de la Gran Chichimeca.
Felipe II, rey de España, convencido de que deberían de realizarse verdaderas acciones de pacificación, decidiría enviar un representante para que a su nombre pactara con los indígenas. Las conferencias de paz se realizaron en la capital de la Nueva España y asistieron los señores de los pueblos o caciques, entre ellos Maticoya y Tenso, acompañados por el capitán Miguel Caldera.

### Fundación del pueblo
El análisis documental detallado muestra que el verdadero origen de Matehuala como asentamiento estable corresponde a una hacienda de labor establecida en 1615. Esta hacienda fue otorgada por merced al capitán Miguel de Escorigüela, quien la aprovechó durante varias décadas como centro de producción agrícola y ganadera, en un contexto de baja densidad poblacional y de prolongada condición fronteriza.
En 1638, Juan Zúñiga Almaraz, jefe de Justicia Mayor y capitán de guerra del Nuevo Reino de León, llegaría al paraje de Matehuala para tomar posesión de aquellas tierras argumentando que no había españoles que hablaran lenguas chichimecas y los negritos tampoco entendían el español. De este modo, la hacienda de Matehuala empezó a formar parte del territorio del Nuevo Reino de León.
En las décadas siguientes, alrededor del Ojo de Agua de Matehuala comenzaron a instalarse también diversas rancherías indígenas, lo que dio lugar a una creciente interacción entre indígenas nómadas, pueblos recientemente reducidos, y colonizadores españoles. Para finales del siglo XVII, en 1682, los negritos y los guachichiles solicitaron establecer formalmente un pueblo de indios en ese mismo sitio, lo que marcó la transición de la antigua hacienda hacia una comunidad reconocida dentro del orden virreinal. El proceso no fue sencillo: la oposición de hacendados y mineros derivó en disputas legales y conflictos territoriales que persistieron durante décadas. Fue hasta el 10 de marzo de 1706 que se consolidó la segunda fundación del pueblo, bajo el nombre de San Francisco de Matehuala.
Como resultado de los litigios, se convendría en realizar una nueva posesión de tierras a guachichiles, negritos y tlaxcaltecas, en cumplimiento al mandato del gobernador del Nuevo Reino de León, Gregorio de Salinas Varona; que a su vez obedecía a la real provisión del virrey Francisco Fernández de la Cueva Enríquez, duque de Alburquerque. El encargado de efectuar la comisión sería Fernando Zamora, capitán de guerra de los llanos de San Antonio del Río Blanco; de tal suerte que el mismo año se levantaría la segunda acta de fundación de Matehuala, asentando a los nativos en las tierras que eligieron y dándoles posesión para fundar el pueblo.
En 1748, durante los conflictos por el control de Matehuala, los pobladores presentaron una supuesta acta de fundación fechada en 10 de julio de 1550 para defender sus derechos sobre el territorio. Desde su perspectiva, el documento buscaba legitimar la antigüedad del pueblo frente a autoridades externas y a los reclamos de la poderosa familia Medellín. Aunque hoy se sabe que era apócrifo, en ese momento fue una herramienta política clave para proteger tierras comunales y sostener la autonomía local frente a intereses foráneos.
Con las nuevas ordenanzas promulgadas en 1786, la Nueva España quedaría dividida en 12 intendencias que tomaron el nombre de sus capitales. La intendencia de San Luis Potosí, donde se encontrará la alcaldía mayor, se formará con varios distritos, entre ellos el de Charcas, donde se encontrarán Real de Catorce, Matehuala y Venado.
La audiencia de la Nueva Galicia autorizaría la erección de una parroquia en Matehuala en la antigua capilla de lo que fue la hacienda de San Francisco de Matehuala en el año de 1799 y se celebraría una ceremonia en marzo de ese año por el obispo Juan Ruiz de Cabañas, quedando por designar el nombre titular de la misma. Sin embargo, las pugnas entre los españoles y los indígenas regresarían, en esta ocasión debido a que los españoles cobraban altas cuotas a los nuevos habitantes prefiriendo que los nuevos colonos pidiesen tierras a los habitantes de Matehuala.
El auge minero del Real de Minas de Nuestra Señora de la Limpia Concepción de Guadalupe de los Álamos de Catorce, mejor conocido como Real de Catorce, cuyas primeras vetas fueron descubiertas hacia el año de 1772 entre otros por Sebastián Coronado y Manuel Martínez, significó grandes beneficios económicos para Matehuala al encarecer el valor de las propiedades, favorecer el comercio y dar paso así al asentamiento de la población en forma definitiva; esto originó que no sólo fuera un lugar de tránsito obligado, sino que abandonara su condición de tránsito fugaz, como lo había sido hasta entonces.
Debido a estas circunstancias, Matehuala sería nombrada villa en el año de 1808, acuñándose una pequeña medalla de cobre como una forma de celebrar tal acontecimiento. Esta pieza, ahora curiosidad numismática, se ha hecho rara.

### Independencia
Félix María Calleja del Rey, quien por motivos personales estuvo estrechamente vinculado a San Luis Potosí, desde marzo de 1796 se había encargado de la comandancia y subinspección de las tropas milicianas y veteranas del Nuevo Reino de León, Colonia del Nuevo Santander, Primera División del Norte y Brigada de San Luis Potosí.
Calleja mandaba sobre tres cuerpos: los dos regimientos provinciales de dragones, de San Luis y San Carlos, que desde 1795 estaban de guarnición en San Luis, Charcas y Matehuala, y el cuerpo de caballería del Nuevo Santander, acantonado en RioVerde. La caballería de los dos primeros cuerpos fue donada hacia 1796 por los principales hacendados de San Luis Potosí, entre ellos:
- Ana María de la Campa Cos, condesa de San Mateo de Valparaíso y marquesa de Jaral de Berrio, propietaria de las haciendas de Jaral, Cerro Prieto, Ordeña de Matapulgas y Trasquila de Gallinas.
- Manuel Rincón Gallardo, del mayorazgo de Ciénega de Mata, quien en 1807 recibió el título de marqués de Guadalupe Gallardo, propietario de la hacienda de Ojuelos.
- Juan de Mora y Luna, conde de Guadalupe del Peñasco, propietario de las haciendas de Peñasco, Laguna Seca, El Puerto y La Tinaja.
- Juan María de Medina y Torres, conde de Medina, propietario de las haciendas de Lobo, El Agostadero, El Pedregoso, La Pendencia y San Marcos.
- Manuel de la Gándara, propietario de las haciendas de Bledos Altos, Canoas, Santiago y Tepetate.
- Antonia Arduengo, propietaria de las haciendas de La Pila y Estancia de Herrera.
- Ignacio Orrochúa, propietario de la hacienda de Espíritu Santo.
- Ángel Prieto de la Maza, propietario de la hacienda de La Parada.
- Juan Antonio Jáuregui, propietario de las haciendas de Gogorrón y Zavala.

Escogió como oficiales a los dependientes de haciendas y minas a varios de los europeos que salieron huyendo de Guanajuato, rumbo a la costa, así como a algunos criollos potosinos que más tarde, en el México independiente, ocuparían prominentes cargos de gobierno. Formó escuadrones de caballería armados de lanzas que conformaron poco después el regimiento de Fieles del Potosí. En esta fuerza se distinguieron algunos de esos criollos que combatieron primero a Miguel Hidalgo, Ignacio Allende, Juan Aldama, al potosino Mariano Jiménez y luego, en el sur, a las fuerzas de José María Morelos y Pavón y en Zacatecas y San Luis Potosí a Francisco Xavier Mina.
En el regimiento estuvieron José Esteban Moctezuma, Miguel Barragán, Manuel Gómez Pedraza y Matías Martín y Aguirre. En el cuerpo de dragones se distinguieron José Gabriel de Armijo y Anastasio Bustamante. Los curas de Matehuala, Francisco Álvarez, y de Catorce, José María Semper, así como soldados de Santa María del Río también participaron en el apoyo a los realistas.
Por su parte, los simpatizantes de la causa insurgente que se había desatado en el Bajío buscaban acrecentar su fuerza, que provenía no tanto de la posibilidad de crear un ejército bien ordenado y armado, sino de sumar el mayor número de simpatizantes entre criollos, mestizos, indígenas y castas, de tal manera que el peso de esa mayoría fuera suficiente para hacer desistir a los realistas. La conspiración se desarrolló también en las celdas de los conventos, las calles, los barrios y los pueblos.
Allende encargó a José Mariano Jiménez que extendiera la revuelta en las provincias internas. Pasó por Venado, Charcas, Cedral, Catorce y Matehuala (en ésta última del 2 al 28 de diciembre de 1810, hospedándose en la casa Portales Sol de Villa) con rumbo a Saltillo, donde los españoles de estas poblaciones se habían refugiado con el coronel realista Antonio Cordero. Mariano Jiménez derrotó en Aguanueva a Cordero, pero a diferencia de otros jefes insurgentes que optaban por la violencia y la atemorización de la población civil Jiménez lo dejó en libertad al igual que a los españoles, a quienes dio salvoconductos para que pudieran regresar a sus hogares.
Poco después, avanzando lentamente por Ojo Caliente, la Hacienda El Carro y las Villas de Salinas, Charcas y Venado, Hidalgo llegó a Matehuala al frente de un maltrecho ejército, donde estuvo hasta los primeros días de marzo para alcanzar a Allende, quien el 24 de abril de 1811 tomaría pacíficamente la plaza de Saltillo.
En las Norias de Baján fueron aprehendidos Hidalgo y los principales insurgentes. Los religiosos que los acompañaban como capellanes del ejército, franciscanos, mercedarios y carmelitas, todos residentes en San Luis Potosí, fueron enviados a Durango para procesarlos. De la ejecución sólo se libró fray Gregorio de la Concepción, quien fue deportado a un convento en Ceuta. Jiménez sería ejecutado en junio de 1811 en Chihuahua, al igual que otros potosinos como Francisco Lanzagorta, quien se unió a Jiménez en Matehuala con un grupo de indígenas de Mexquitic y Nicolás Zapata. Rafael Iriarte no fue aprehendido en Baján, pero los propios insurgentes lo fusilaron poco después en Saltillo. El lego fray Juan Villerías, quien en mayo trató de tomar la plaza de Matehuala con un grupo de indígenas flecheros, sería derrotado y muerto.
Matehuala volvería a ser atacada tan sólo un mes después, el 13 de junio, por Bernardo Gómez de Lara, apodado "El Huacal", con un grupo de indios que se decían insurgentes de Nola, Tula y Palma, armados de flechas, lanzas y algunos fusiles, y que tras cometer robos y asesinatos saldrían fortalecidos aumentando su fuerza rebelde en más de mil hombres. Serían reprimidos, lo mismo que otros movimientos Rioverde, la Sierra Gorda y la hacienda de Villela, a lo largo de 1812.
Mientras se llevaba a cabo la firma del documento conocido como Plan de Iguala, de igual manera, el 24 de febrero de 1821, en donde se reconocía por primera vez y de manera oficial la Independencia de México hacia España, y la unión de los ejércitos mexicano y español en el llamado Ejército Trigarante. La elaboración de la Bandera de México el 24 de febrero de 1821 por el sastre y peluquero José Magdaleno Ocampo nacido en Iguala, Guerrero.

Tras la promulgación de Independencia en septiembre de 1821, Matehuala alcanzaría el estatus de municipio mediante el Decreto 46, dictado por el Congreso Constituyente del Estado el 19 de julio de 1826; ordenando su correspondencia al partido de Catorce, junto con el municipio de Cedral. Unos años después, en 1840, el sacerdote Ignacio Mateo Guerra Alba ordenará el inició de la construcción de la nueva parroquia. En 1856 el primer obispo de San Luis, Pedro Barajas, después de la bendición del nuevo templo, recibirá una comitiva integrada entre otros por Agustín Soberón, la cual le planteará demoler el panteón del templo para construir una plaza.

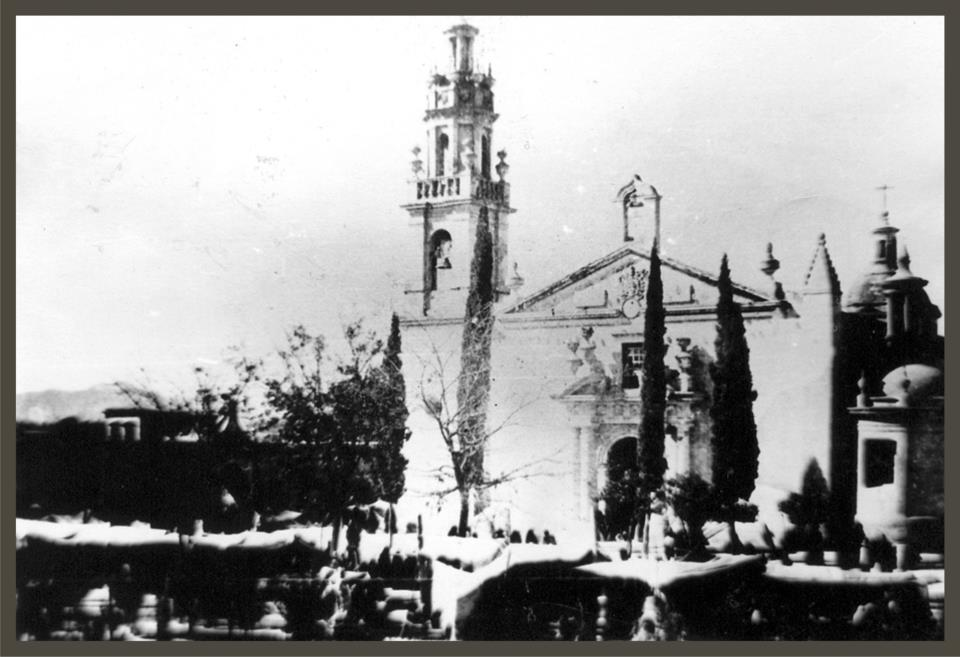
Antigua Parroquia

### Guerra de Reforma
La promulgación de la Constitución de 1857 desencadenó la oposición manifiesta de la Iglesia católica y las divisiones internas del Partido Liberal. El 17 de diciembre de 1857, el general Félix Zuloaga había proclamado el Plan de Tacubaya, al que se habían adherido, entre otros, el presidente Ignacio Comonfort y Mariano Morett, comandante de la ciudad de San Luis Potosí, quien desconoció a las autoridades que no lo aceptaran. Los empleados del gobierno huyeron, la tropa abandonó sus puestos, los diputados también se fueron y Eulalio Degollado salió hacia Venado donde estableció el gobierno del estado.
El coronel José María Alfaro, jefe militar de la guarnición de San Luis, fue designado entonces jefe del movimiento conservador y asumió el mando político y militar del estado. Mientras tanto, Comonfort quiso restituir al Partido Liberal en el poder y renunció a la Presidencia tras ordenar la liberación de Benito Juárez, entonces presidente de la Suprema Corte de Justicia, a quien de acuerdo con la nueva Constitución correspondía el despacho de Palacio Nacional. Sin embargo, Félix Zuloaga fue nombrado presidente interino e inició su régimen con la derogación de las leyes sobre desamortización y obvenciones parroquiales, al tiempo que los fueros militar y eclesiástico fueron restablecidos.
Alfaro fortificó San Luis Potosí y recibió apoyo de militares conservadores de Armadillo, Rioverde y Matehuala (entre ellos, Valentín Cruz y Tomás O'Horán) que ese año había perdido gran parte de su territorio original en razón de que la antigua y próspera Congregación de Represadero fue erigida en Villa, debido al aumento de su población, recibiendo el nombre de Villa de Guadalupe mediante el Decreto 27 del así llamado Primer Congreso Constituyente.
En 1858, se inició la sangrienta Guerra de Reforma, llamada también Guerra de Tres Años. Casi al principio de esta contienda armada, el jefe liberal, coronel Martín Zayas, estableció su cuartel general en Matehuala y de allí dio órdenes al entonces coronel Mariano Escobedo que con 250 hombres marchara a ocupar la plaza de Venado.
A finales de 1858, Zuloaga renunció a la presidencia y su lugar fue ocupado por Miguel Miramón. Su salida del territorio potosino facilitó la ocupación de la plaza llevada a cabo por Eulalio Degollado, a quien el coronel Juan Zuazua había destituido en junio de ese mismo año. En su lugar nombró a Vicente Chico Sein, presidente del Supremo Tribunal de Justicia. Chico Sein mandó acuñar moneda de cobre, gravó la elaboración de la sal y las bebidas alcohólicas y obligó al comercio de la capital a entregar al gobierno, por una sola vez, un fusil o cuatro pesos.
Por la ley del 12 de julio de 1859, Benito Juárez decretó que entraban en el dominio de la nación los bienes del clero secular y regular y que en todo el país quedaban suprimidas las órdenes religiosas, así como todas las corporaciones religiosas. Chico Sein publicaría esta ley el 27 de julio. Ese mismo año, la noche del 1 al 2 de septiembre, el cometa Halley cruzaría el firmamento provocando diversas reacciones, ya la contemplación extasiada, ya el terror de quienes pedían a gritos perdón por sus pecados.
Ante la llegada inminente de los conservadores, el gobernador Chico Sein tuvo que abandonar la plaza para dirigirse a Matehuala. Ocupó entonces la gubernatura el conservador Manuel Díaz de la Vega. Los enfrentamientos entre liberales y conservadores continuaron en todo el estado: Ciudad del Maíz, Moctezuma, Bocas, Ahualulco, Cedral, Matehuala, Soledad, Villa de San Francisco, Venado y Pozos. Desde su despacho en Matehuala, Chico Sein cedió el mando de las fuerzas liberales al general José López Uraga, con el objeto de reunirlas y consolidarlas bajo una disciplina y estrategias más adecuadas.
En poco tiempo, el general López Uraga logró formar un ejército de 4 mil hombres con el que sostuvo una serie de campañas exitosas que permitieron la restitución de los poderes liberales en el estado. Chico Sein volvió a ocupar como gobernador la ciudad de San Luis Potosí, que de nueva cuenta se convirtió en el centro de operaciones militares del ejército liberal. En ella, por unos días, el general Santos Degollado instaló el cuartel general del ejército federal. En septiembre de 1860 la Legislatura nombró gobernador a Sóstenes Escandón, comerciante vecino de Rioverde.
El 13 de julio de 1861 fue decretada la nueva Constitución del estado, sancionada por Sóstenes Escandón, quien buscaba fuera respetado el federalismo; no obstante, su gobierno fue constantemente suspendido por los estados de sitio declarados por Juárez y la amenaza que representaba Tomás Mejía en la Sierra Gorda, a quien tuvo que combatir personalmente. A principios de enero de 1862, el presidente Benito Juárez declaró en estado de sitio a San Luis Potosí, lo que significaba la enésima suspensión de los poderes soberanos de la entidad. Esta vez destituyó a Sóstenes Escandón y nombró al general Jesús González Ortega comandante militar de los estados de San Luis Potosí, Zacatecas y Aguascalientes.
En 1863, se efectúa un período de regencia e imperio a consecuencia de la intervención francesa. Con la caída de Puebla, el presidente Benito Juárez no podrá mantenerse en la ciudad de México y establecerá un gobierno itinerante, pasando por San Luis Potosí y arribando a Matehuala en diciembre de 1863, convirtiéndola en la sede temporal de los Poderes de la Unión y, por ende, en la capital de la República. El 5 de enero de 1864, Juárez saldrá rumbo a Saltillo luego de que a mediados de diciembre Tomás Mejía, al frente de las tropas franco-mexicanas, había ocupado la Hacienda El Jaral y sus avanzadas llegaron hasta Santa María del Río.
Durante su estancia en Matehuala, Juárez intentará normalizar las funciones de gobierno emitiendo cargos militares y políticos. Formará varios gabinetes integrados por Manuel Doblado, Higinio Núñez, Felipe Berriozábal, Ignacio Comonfort, Miguel Negrete, Sebastián Lerdo de Tejada, Jesús Terán y José María Iglesias. Manuel María de Zamacona se encargaría de la publicación del Diario Oficial del Supremo Gobierno, y Francisco Zarco del periódico La independencia mexicana.
En mayo de 1864, las tropas franco-mexicanas, con Tomás Mejía en la vanguardia, entrarán a Matehuala por el estanque nuevo y llegarán a la plaza Zaragoza; allí estaban cuando la ciudad comenzó a ser asediada por los republicanos al mando del general Manuel Doblado, secundado por Antillón y Antonio Carbajal.
Por ese entonces el coronel barón de Aymard, con el Batallón 62 de línea y un escuadrón de cazadores de África, había salido de la Hacienda de la Presa para defender a Matehuala del asedio republicano; así, entró a la ciudad enfrentándose al general Doblado el 17 de mayo de 1864 en las inmediaciones de la ciudad. La acción fue ganada por los imperialistas y los republicanos sufrieron una derrota en la que además perdieron todo el armamento, para terminar huyendo de los legionarios franceses que los persiguieron. Aymard regresó triunfante a Matehuala y esa zona quedó en poder de los imperialistas hasta fines de agosto o principios de septiembre de 1866.
Durante esta época, Matehuala estuvo ocupada por diversas tropas francesas al mando de distintos jefes, entre ellos el coronel Jeanningros y el comandante Rubén de la Hayrie; otras fuerzas estuvieron allí de paso para otros lugares, como Los Legionarios, al mando del capitán Vignaud. El 3 de marzo de 1865, por decreto del emperador Maximiliano de Habsburgo, se dividió el departamento de San Luis Potosí en dos, siendo capital de uno la propia ciudad de San Luis Potosí y quedando Matehuala como capital del otro. Esta división fue efímera, durando poco más de un año.
En diciembre de 1865 se decretará un ordenamiento para la formación de fuerzas que existían en el territorio, el tercero de los cuerpos formados operaría en Coahuila, Nuevo León, Tamaulipas, San Luis Potosí, Matehuala, Aguascalientes, Fresnillo y Zacatecas. Para estas fechas Matehuala formaba el límite extremo de las posiciones ocupadas por las tropas franco-mexicanas y la parroquia de Matehuala se convertiría en cuartel de las tropas del comandante Rubén de la Hayrie.
En abril de 1866 el general Mariano Escobedo, al mando de una gruesa columna militar de republicanos atacó la plaza de Matehuala, siendo rechazado por los legionarios franceses. Este combate fue el último que se registró en Matehuala durante la intervención francesa, después sólo hubo allí movimientos de entrada y salida de tropas francesas. La última fuerza extranjera que salió de Matehuala fue un batallón de soldados originarios de África. Era la retaguardia de los invasores, cuando salió de la población sufrió el ataque de las fuerzas republicanas y de algunas guerrillas nacionales.
Al salir de Matehuala las tropas francesas de ocupación, inmediatamente Juan Bustamante se trasladó a esta ciudad, donde estableció el gobierno del estado; ejerciendo además el cargo de Comandante militar, cargo que desempeñó por nombramiento del presidente Juárez. Fue entonces cuando Bustamante comenzó a editar el primer periódico que tuvo Matehuala, con el nombre de Boletín de noticias, publicándose sólo seis números entre el 4 de noviembre y el 27 de diciembre de 1866.
Acusado de realizar gastos fuera del presupuesto y de invadir las funciones del poder Legislativo, el propio Bustamante solicitaría licencia para que se le separara de su cargo en julio de 1868. Aun así, Bustamante organizaría una rebelión que debía de estallar en Charcas. La Legislatura le abrió proceso por delito de conspiración y fue aprehendido a fines de junio de 1869, continuando con esto la casi interminable sucesión de gobernadores que desde 1827 había venido sucediendo; teniendo como escenario privilegiado a Matehuala.
Seguiría el llamado período de la República restaurada, que en San Luis Potosí preparó el retorno del dominio político de los grupos económicamente fuertes asentados en la Región Media, principalmente en las ciudades de Rioverde y Ciudad del Maíz. En las últimas dos décadas del siglo XIX, resurgiría la minería de Real de Catorce, se iniciará el Túnel Ogarrio y Matehuala, con sus minas, resurgirá también gracias a la fundición de metales. Un bando de policía establecerá la vigilancia en la ciudad y se instalará el ferrocarril suburbano llamado La Nigua, que dio servicio a la población rumbo a las minas de La Paz.

### La paz porfiriana
Paralelamente, y dado el restablecimiento del Gobierno Constitucional, en septiembre de 1867 entraría en funciones la II Legislatura para no ceder más la regencia parlamentaria del estado a militares y gobernadores. Por esa época, Matehuala recibirá un poderoso impulso alcanzando la designación de ciudad mediante el Decreto 12, dictado durante la gobernatura de Jesús Díaz de León, el 12 de diciembre de 1871. Tres años después, el 29 de septiembre de 1874, se inauguraría la plaza del mercado de Matehuala y en 1878 se pondría en servicio la línea telegráfica para distintos puntos del municipio.
En febrero de 1878 se realizó un contrato entre el gobierno federal y el de San Luis Potosí para la construcción de un ferrocarril que partiera de la capital del estado hasta donde el río Tamesí era navegable y de ahí a Tampico. Dicha concesión se traspasó a la Compañía del Ferrocarril Central Mexicano (de capital estadounidense) el 31 de diciembre de 1880. En febrero de 1881 se realizó el contrato para la construcción de la vía que uniría las ciudades de San Luis Potosí y Aguascalientes, también concesionadas a la Compañía del Ferrocarril Central Mexicano. Se hicieron los trabajos del ferrocarril a Tampico que comunicaría a San Luis Potosí con el golfo de México y se realizó el tendido y la apertura de la línea del Ferrocarril Nacional Mexicano, también con capital estadounidense, que unía la ciudad de México con Nuevo Laredo y cruzaba todo lo largo del territorio potosino. Esta línea se inauguró el 1 de noviembre de 1888, aunque la vía a Tampico comenzó a funcionar hasta el 16 de abril de 1890, y significaría un gran empuje comercial para Matehuala, transformándola en la segunda ciudad del estado por su importancia económica y cultural.
La infraestructura ferroviaria y su expansión estuvieron estrechamente vinculadas con las inversiones en el ramo minero y comercial. Las minas de Santa Ana en Real de Catorce y la Compañía Minera de Santa María de la Paz en Matehuala fueron dos de las empresas mineras más importantes en la época. En las primeras se introdujo hacia 1895 la electricidad como fuerza motriz. A éstas habría de sumarse la Hacienda Metalúrgica de los Morales y la Sociedad Metalúrgica Mexicana (sucursal de la American Smelting Company) controlada por la familia Guggenheim que, en poco tiempo, dominó la industria minera potosina.
El 15 de julio de 1894 se inauguró el mercado público Mariano Arista, el cual había comenzado a construirse el 19 de julio del año anterior en la plaza Zaragoza, así como las obras construidas en el Acueducto de Laureles. Cuatro años después, el 25 de junio de 1898 Ismael Terán, jefe político del partido de Catorce, nombrado directamente por Porfirio Díaz, informó al gobernador Carlos Díez Gutiérrez de la inauguración del alumbrado público con gas de acetileno y de que en el jardín Hidalgo se habían colocado columnas y faroles y que se había terminado el conducto que surtía de agua a la ciudad.
A fines del siglo XIX Thomas F. Ryder, representante de la compañía minera El Tiro General, obtendría una concesión para construir un ferrocarril de la Estación de Charcas a las minas de la compañía y James A. Milton una concesión para el establecimiento de una metalúrgica en Matehuala.
Las publicaciones periódicas de la época acusan la diversidad de debates, discursos e ideologías, toleradas o sancionadas por un sistema que abrigaba el deseo de dar una imagen progresista. Conservadores y liberales, científicos, artistas, industriales, artesanos, mineros, profesionistas, comerciantes, católicos y protestantes publicaron en las imprentas y los periódicos de San Luis Potosí, Matehuala, Río Verde, Catorce, Cedral, Cerritos, Venado y Villa de Reyes. Aunque minoritarios, los grupos protestantes que se formaron en San Luis ejercieron su influencia, sobre todo entre familias de escasos recursos. A partir de 1879, los protestantes se expandieron a las huastecas potosina e hidalguense.
Estas congregaciones religiosas protestantes fundaron en muchas ciudades importantes del país, y entre ellas en San Luis Potosí, escuelas secundarias, normales y comerciales. En San Luis establecieron el Colegio Wesleyano y el Colegio Inglés, en Rioverde fundaron el Seminario y Colegio Preparatorio y también en Matehuala organizaron una congregación protestante.
El 8 de mayo de 1905, se inauguró el servicio telefónico entre la ciudad de Matehuala y la Villa de Guadalupe. En el año de 1906 se introdujo la luz y fuerza eléctrica en Matehuala por iniciativa de Manuel Izaguirre, jefe político del partido, quien también llevó a cabo la firma de un contrato para dotar a la cabecera de este servicio, cuya instalación se terminó hasta el año de 1907. El día 2 de agosto de ese mismo año fue inaugurado el servicio de agua potable en Matehuala. El acto oficial se verificó en la plaza 5 de mayo por el entonces gobernador, José María Espinosa y Cuevas, quien hizo la declaratoria inaugural y abrió la llave maestra.
Los conflictos vividos por las sociedades rurales tuvieron, en menor escala y beligerancia, su correspondiente urbano en el seno de un incipiente proletariado, nacido de la industrialización, la inversión extranjera, la minería y los transportes. Hacia 1870 los trabajadores organizaron la primera central obrera en la ciudad de México, El Gran Círculo de Obreros de México que, para 1871, ya tenía círculos subsidiarios en Toluca y San Luis Potosí. En 1876 hubo un incremento importante en el movimiento obrero en San Luis Potosí: obreros, ferrocarrileros y mineros comenzaron a organizarse y a promover huelgas. Se presentaron huelgas de mineros en Charcas y Matehuala en 1884, en Real de Catorce en 1886 y 1891; en 1901 de nuevo en Matehuala y en 1903 en la compañía metalúrgica de los Guggenheim. Las protestas por lo regular respondieron a las malas condiciones de trabajo y a los altos precios del maíz en los centros laborales.

### Revolución
Desde 1899 Juan Sarabia, a sus 17 años, había expuesto ya sus ideas liberales en el periódico El Demócrata. A partir de entonces, la corriente del pensamiento liberal radical que ponía énfasis en las demandas sociales recorrió el territorio potosino. Al año siguiente, Camilo Arriaga, Antonio Díaz Soto y Gama y Humberto Macías Valadez fundaron el Club Liberal Ponciano Arriaga, que facilitó la organización del Congreso Liberal en la capital potosina en 1901.
A fines de enero de 1902, Heriberto Barrón, por órdenes del general Bernardo Reyes, asaltó el Club Ponciano Arriaga y encarceló a sus principales miembros. Lejos de disolver la fuerza de estos grupos, la reacción del gobierno de Díaz provocó la radicalización de sus posturas al grado de que, al poco tiempo de su nacimiento, los clubes pasaron de su originario punto de vista reformista a una actitud revolucionaria.
En esas condiciones surgió el Partido Liberal Mexicano (PLM). El 28 de septiembre de 1905, desde la clandestinidad y el exilio, la junta organizadora del PLM emitió los estatutos para la fundación del partido en un manifiesto a la nación mexicana. El ideario político así como los distintos clubes liberales simpatizantes del PLM se vincularon estrechamente al surgimiento del movimiento obrero que se gestaba a principios del siglo. Fueron también la motivación de muchos líderes de la lucha armada que estaba por iniciarse.
El PLM tuvo varios adeptos en el estado de San Luis Potosí como Celso I. Robledo, quien se rebeló en septiembre de 1906 al estallar el levantamiento del pueblo fronterizo de Jiménez, Coahuila, reunió elementos de combate en distintos lugares del estado y sostuvo correspondencia con los Flores Magón, Juan Sarabia y Antonio I. Villarreal; su centro de operaciones fue Alaquines. Otros, como Mateo Almanza, Pedro Medellín, Isaac Forcada, Luis G. Monzón, Evaristo Medina y Albino Soto propiciaron levantamientos en Matehuala, Moctezuma, Villa de Arriaga, Valles, Tamasopo, Tamazunchale y Tlanchinol.
Así, en San Luis Potosí se dieron los elementos que terminarían por tejer la compleja trama del movimiento armado revolucionario y el 27 de abril de 1913, luego del asesinato de Francisco I. Madero en la ciudad de México, sucedería el primer combate entre constitucionalistas y villistas de que se tiene registro en el centro geográfico del país; nada más y nada menos por la plaza de Matehuala.
Los carrancistas Jesús Dávila y Ernesto Santos Coy, desde principios de marzo, habían estado intimidando al jefe político de Matehuala, el mayor Mariano Zúñiga, para llevar a cabo su rendición. El número de rebeldes era de 400, todos a caballo, bien armados y pertrechados. La plaza contaba para su defensa con el cuerpo de gendarmes y 40 soldados del cuerpo llamado Granaderos del Potosí y 20 del Primer Batallón del Estado.
A las cinco de la tarde de aquel 27 de abril empezó el ataque usando los asaltantes explosivos de dinamita; a las nueve de la noche cayó el primer puesto de defensa, la Iglesia del Santo Niño, bendecida en enero de 1899 por el obispo Ignacio Montes de Oca y Obregón. Los gendarmes se batieron hasta que se agotó el parque, siendo hechos prisioneros. A las 10 de la noche cayó el segundo puesto de defensa. En la penitenciaría toda esa noche continuó la defensa hasta las 9 de la mañana del día siguiente, rindiéndose los defensores, quedando prisioneros y saliendo libres los reclusos.
Para enero de 1915, las tropas villistas encabezadas por Tomás Urbina ya habían alcanzado la ciudad de San Luis Potosí y a finales de febrero Francisco Villa nombró gobernador interino al coronel Emiliano G. Saravia. Las fuerzas villistas se habían adueñado de casi todo el territorio potosino, incluida Matehuala, y a finales de marzo se iniciaron las batallas en El Ébano, nuevamente entre los villistas y el ejército constitucionalista.
Pronto, el estado se vería atravesado por las corrientes más encontradas de la revolución al mismo tiempo que generaba sus propias posturas basadas en las gestiones tradicionales de autonomía regional, todas con un fuerte contenido agrario. Así, la región pasó de estar en control villista a obregonista, para terminar siendo predominantemente carrancista aún después del asesinato de Venustiano Carranza el 21 de mayo de 1920.
Sería entonces gobernador de San Luis Potosí, por designación de Adolfo de la Huerta, el carrancista Rafael Nieto; quien recién había contendido a elecciones contra Severino Martínez, perdiéndolas. Sus sucesores serían, por un lado, Aurelio Manrique, fundador del Partido Nacional Agrarista (PNA) junto a Antonio Díaz Soto y Gama y otros políticos e intelectuales, y, por el otro, Jorge Prieto Laurens, presidente del Partido Cooperativista Nacional (PCN), contra quien Manrique había competido.
Prieto Laurens contaba con el apoyo de grupos conservadores que habían seguido con interés las candidaturas de Octavio Cabrera, proveniente de las élites porfiristas, y de Samuel de los Santos, quien a lado de su familia había consolidado su hegemonía en la huasteca y controlaba el Congreso local, hasta que éstos declinaron en favor de Prieto Laurens. Manrique, por su parte, contaba con Saturnino Cedillo y Juan Sarabia, lo mismo que con el Partido Liberal.
Las elecciones de 1923 en San Luis se habían convertido en una batalla importante de la guerra política que enfrentaban Plutarco Elías Calles y De la Huerta por la sucesión presidencial. Con el control santista del Congreso local, Lorenzo Nieto, seguidor de Prieto Laurens, fue elegido gobernador sustituto de Rafael Nieto. El nuevo gobernador reconoció de inmediato el triunfo de los diputados prietistas, quienes con el apoyo del comandante de la zona militar, el general Luis Gutiérrez Ortiz, invitaron a Prieto Laurens para que ocupara el cargo de gobernador. Por su parte, Manrique, apoyado por los cedillistas, se trasladó a Guadalcázar en donde estableció la sede de su gobierno.
Ante esta situación, el presidente Álvaro Obregón declaró la nulidad de las elecciones. Prieto Laurens recurrió al amparo y decidió asumir la gubernatura el 25 de septiembre de 1923. Obregón, sin comprometerse mayormente, turnó el caso al Senado de la República.
En octubre de 1923, Adolfo de la Huerta aceptó ser el candidato del PCN a la Presidencia; con esa decisión, los acontecimientos en San Luis se precipitaron. El rechazo de Prieto Laurens a la propuesta de Obregón definió el papel de este último en el caso potosino: el presidente separó al general Gutiérrez, inmovilizó a las fuerzas federales de la entidad mediante su acuartelamiento y entregó recursos económicos a Cedillo.
En noviembre, Saturnino Cedillo y Aurelio Manrique se levantarían en armas contra Prieto Laurens y aunque el día 23 el Senado se expresó a su favor ya era demasiado tarde: las fuerzas de Manrique y Cedillo tenían el control de las áreas estratégicas del estado, incluyendo las dos ciudades principales, San Luis Potosí y Matehuala.
La política anticlerical durante el gobierno de Plutarco Elías Calles significó la clausura de colegios dirigidos por religiosas en todo el estado y la disminución, en marzo de 1926, de sacerdotes que se permitía por cada municipio. A San Luis, Matehuala, Río Verde y Santa María del Río les serían permitidos dos a cada uno; a todos los demás sólo uno por cada municipio.
El conflicto cristero se agudizó en 1927, pasando de las manifestaciones civiles a las abiertamente armadas; pero en San Luis Potosí éstas no prosperaron debido al férreo control de Saturnino Cedillo, quien asumió la gubernatura del estado en septiembre de ese año. En noviembre serían fusilados el padre Miguel Agustín Pro y otros católicos acusados de haber atentado contra Álvaro Obregón, recién reelecto para ocupar la Presidencia de nuevo; lo que no conseguirá porque sería asesinado el 17 de julio de 1928 por José de León Toral, originario de Matehuala.
Hacia la década de los treinta, ya con Lázaro Cárdenas en la Presidencia de la República, San Luis Potosí sería testigo de una huelga general de obreros en apoyo a los trabajadores de la fábrica textil Atlas y, con ello, de la estrecha alianza del movimiento obrero potosino con Cárdenas, que incluía a las secciones mineras de Cerro de San Pedro, Charcas, Villa de La Paz y Matehuala; las cuales crearon en 1934 los Sindicatos de Industria.
Por esos años se instalará en Matehuala la primera gasolinera, frente al monumento de la bandera, junto con la primera refaccionaria y el primer taller automovilístico. Mientras tanto, los movimientos obreros continuarían organizándose en el seno del Partido de la Revolución Mexicana (PRM) y fundarían el Centro Jesús García Coronado, en lo que algunos historiadores identificaron como “el surgimiento de las primeras células comunistas en San Luis Potosí”.

### El cacicazgo santista
Tras la confrontación entre Saturnino Cedillo y Lázaro Cárdenas, con la derrota del primero, vendría el surgimiento de un nuevo cacicazgo en el estado protagonizado por Gonzalo N. Santos Rivera. El horizonte de la industrialización sustituiría la reforma agraria y Santos Rivera representaba no sólo el eslabón entre el proceso de centralización del aparato político burocrático y la región potosina, sino también el tránsito de un gobierno de militares a uno de civiles. Su signo fue de un ejercicio autoritario en el que la formación de instituciones quedó condicionada a su arbitraje; las consecuencias fueron la aplicación de políticas públicas cargadas de arbitrariedad y, en sus excesos, de violencia. La estabilidad política, el orden interno, fueron sus cartas fuertes en las negociaciones políticas para renovar, con el centro, cada sexenio, sus intereses.
Como gobernador Gonzalo N. Santos aplicó una política pública muy distinta a la del período cedillista. Su régimen impulsó obras materiales importantes, algunas iniciadas antes de su gobierno pero que él concluyó, como la nueva estación de ferrocarril en San Luis, que subrayaba la importancia del gremio ferrocarrilero. Durante su administración se construyeron la Escuela Normal del estado, la Presa del Peaje y dos mercados importantes en la ciudad de San Luis Potosí, el Hidalgo y el Tangamanga. En 1946 se inauguró en esa ciudad el Hospital Central que prestó grandes servicios y, como hospital escuela, reforzó la calidad de la enseñanza de la medicina en la Universidad Autónoma de San Luis Potosí.
La Segunda Guerra Mundial y la atmósfera política interna del país permitieron que su gobierno transcurriera sin obstáculos serios. La economía local se vio favorecida por la demanda de materias primas en Estados Unidos; productos del estado como casimires, mezclilla, guantes, fibras duras y hasta ciertas industrias particulares como Canel's, fabricantes de dulces, tuvieron en esos años un crecimiento notable. Un acuerdo sobre braceros de 1942 permitió que los trabajadores potosinos, casi todos de origen campesino, emigraran temporalmente a Estados Unidos.
Para fortalecer su posición política, Santos siguió dos caminos. Por un lado, fomentó la obra pública y, por el otro se abrogó, como un derecho que no se compartía y cuya legitimidad estaba en sus "orígenes revolucionarios", el derecho de exclusividad sobre los asuntos políticos, que reforzó con el cultivo del culto a su personalidad. El ejercicio de una política pública y el proceso institucional que vivió el país en esos años quedó sometido así a la identificación de su personalidad.
Al término de su período, en 1949, el “Alazán Tostado”, como se hacía llamar, no se retiró del poder; promovió la elección del nuevo gobernador, Ismael Salas, y no dejó de controlar los hilos de la política en el estado. Se presentaba en los actos públicos al lado del nuevo gobernador, como el gran benefactor de la población potosina. No eran las instituciones de gobierno ni el mismo PRI, sino él quien representaba al Estado mexicano en San Luis Potosí. Así, la institucionalidad política en el estado se vio frustrada por el ejercicio de su cacicazgo. Desde su rancho “El Gargaleote” siguió tomando decisiones que de hecho correspondían a las autoridades gubernamentales o municipales.
En el Altiplano, específicamente en Matehuala, el hombre clave de Santos sería Pablo Alderete, quien propondría a su jefe político que la conducción formal del quehacer político en Matehuala quedar en manos del profesor Nicolás López Loera, oriundo de Matehuala y que, por mediación de Alderete, sería presidente municipal entre 1941 y 1945 y diputado local en dos ocasiones: de 1945 a 1948 y de 1951 a 1954; presidiendo incluso la Comisión Permanente del Congreso local.
Esto permitió a Matehuala algunos beneficios, como que el servicio telefónico, en manos de la compañía Ericsson, el correo y el telégrafos gozaran de una gran actividad; la instalación de la compañía textil de Matehuala, fundada por el empresario Santiago J. Vivanco (el mercado de ixtle que tenía Cedral pasará a ser manejado por esta nueva compañía); se contará con la que sería su primera estación radiodifusora; se construirá la carretera central 57 México-Piedras Negras; los trabajadores rurales aprovecharán el programa de braceros de 1942, y se fundará la primera secundaria, cuyo primer director sería López Loera. Pero, al mismo tiempo, consolidaría que la sucesión de alcaldes estuviera marcada por el control santista, por lo menos hasta 1961.
En mayo de 1958, al interior del PRI se anunció la formación de la Alianza Cívica Potosina (ACP), dirigida por José E. de la Cruz, claramente antisantista. En julio, también dentro del PRI, se dio la noticia de la creación de dos nuevas agrupaciones: el Frente Reivindicador de la Ciudadanía Potosina (FRCP), cuyos dirigentes eran Franco Carreño (ministro de la Suprema Corte de Justicia de la Nación y amigo cercano de Adolfo López Mateos) e Ignacio Gómez del Campo (expresidente municipal de San Luis Potosí durante el régimen de Gonzalo N. Santos y ex secretario de gobierno con Ismael Salas), y la Federación de Profesionistas e Intelectuales del Estado de San Luis Potosí (FPEI), cuyo personaje más sobresaliente era el doctor Salvador Nava Martínez. El 1 de noviembre, ante el control santista de la convención estatal del PRI para la elección de candidatos a la gubernatura, los tres grupos darían paso a la creación de la Unión Cívica Potosina (UCP); a la cual se sumaron también organizaciones sinarquistas y comunistas.
San Luis Potosí vivió en esas semanas una experiencia cívica inédita por la amalgama de sectores sociales y organizaciones políticas que participaron activamente apoyando a los candidatos de la UCP. Salvador Nava contendió por el municipio de la capital y la composición de su planilla mostró esa convergencia social: cuatro industriales, cuatro obreros, dos empleados y un comerciante; algunos de ellos eran priístas, sinarquistas y comunistas. Después de las intensas movilizaciones populares y el inicio del nuevo gobierno federal se reconoció el triunfo del doctor Nava en la capital del estado y, en enero de 1959 también se nombró un nuevo gobernador interino, Francisco Martínez de la Vega.
Nava no terminaría su período al frente de la alcaldía de San Luis, ya que solicitaría licencia de su cargo para contender por la gubernatura en las elecciones estatales de 1961. La campaña del navismo se extendió por todo el estado. El 21 de mayo, el jefe de campaña del doctor Nava en la Huasteca, Jesús Acosta, defensor de los derechos de los campesinos pobres e indígenas, sería asesinado.
El 2 de julio, con las principales poblaciones del estado ocupadas por el ejército, se celebraron las elecciones. Matehuala tenía entonces como alcalde a Jesús Pérez Barba, quien había asumido la presidencia municipal en sustitución Santiago J. Vivanco. Eduardo López, hijo de López Loera, entonces todavía el hombre fuerte de Santos en el municipio, recordaría años después que la tropa había disuelto un connato de manifestación frente al Teatro Manuel José Othón, a un costado de la escuela preparatoria fundada y dirigida por Santiago J. Vivanco, porque en la casilla que allí se había instalado iba ganando el doctor Nava.
Finalmente, los resultados oficiales le dieron el triunfo al candidato del PRI, el profesor Manuel López Dávila. La oposición navista, a la que se le reconoció haber ganado sólo en la capital del estado, comenzó un movimiento de resistencia civil acusando al gobierno de haber perpetrado un gran fraude. El 16 de septiembre serían aprehendidos cerca de 50 dirigentes de oposición; entre ellos había industriales, comerciantes, profesionistas, estudiantes, amas de casa y líderes obreros. Acusados de subversión y de haber suscitado una "matanza" el 15 de septiembre en la plaza de armas de San Luis, fueron trasladados al Campo Militar No. 1, en la ciudad de México. La presión nacional, la falta de pruebas y la evidencia de la represión ejercida obligó a las autoridades a poner en libertad a los pocos días a los detenidos, entre ellos el doctor Nava, quien sería trasladado unas semanas más a la cárcel de Lecumberri. Mientras tanto López Dávila protestaría como gobernador rodeado de bayonetas y tanques militares.

### Actualidad
A finales del siglo XX, el 30 de julio de 1995, siendo presidente municipal Fernando Torres Rangel, la parroquia de la Inmaculada Concepción sería elevada por Juan Pablo II como sede de la Diócesis de Matehuala; formando parte de ella los municipios del Altiplano y algunos que se encuentran en la Zona Media del estado, como es el caso de Guadalcázar y Ciudad del Maíz.
En el plano político, se vive una alternancia en el poder entre el PAN y el PRI, con escasa participación de otros partidos políticos, como puede ser el Partido de la Revolución Democrática (PRD). Recientemente, algunos de sus pobladores recibieron la visita de una pequeña delegación de integrantes del EZLN, en el marco de la iniciativa zapatista conocida como la Otra Campaña.
En lo cultural, desde 1999 se celebra el Festival del Desierto, que desde su primera edición ha cobijado espectáculos de música, danza y teatro, exposiciones de artes plásticas y conferencias, ferias de libro y muestras de cine, visitas guiadas y actividades infantiles en los municipios sede: Matehuala, Real de Catorce, Cedral, Villa de la Paz, Guadalcázar, Vanegas, Charcas, Villa de Guadalupe y la comunidad de La Boca. En sus ya trece ediciones ha contado con la participación de alrededor de 300 artistas por cada ocasión, lo que lo convierte en el evento de su tipo más importante de la región.
Como una secuela más de la violencia y ola criminal que azota al estado, el 12 de agosto de 2012 fue asesinado Édgar Morales Pérez (alcalde electo), del partido PRI, quien había ganado las elecciones pasadas de 2012.

## Medio físico

### Localización
El municipio se encuentra localizado en la parte norte del estado, en la zona del altiplano; la cabecera municipal tiene las siguientes coordenadas: 100º 39’ de longitud oeste y 23º 39’ de latitud norte, con una altura de 1570 metros sobre el nivel del mar. Sus límites son: al norte, Cedral; al este, Nuevo León; al sur, Villa de Guadalupe; al oeste, Villa de Guadalupe y Villa de la Paz.

### Extensión
De acuerdo con el Instituto Nacional de Estadística, Geografía e Informática (INEGI), al año 2000, la superficie total del municipio era de 1286,6 km² y representaba el 2,13 por ciento del territorio estatal.

### Topografía
Se presentan planicies; al este se localizan cerros en los que su altura oscila entre los 1850 y 1200 metros sobre el nivel del mar.

### Hidrografía
Como en todo el Altiplano, está formada por un conjunto de cuencas cerradas, corrientes de temporal y mantos subterráneos. Carece de ríos, sólo torrenteras y arroyos que desaguan en lagos o aguazales, aguas de temporal que se pierden en algún sótano de una región de carso; aunque cuenta con una de las cuencas endorreicas del Salado más importantes.
Los arroyos más importantes al sureste de Matehuala hasta el poblado de Refugio son Blanco Chico, San Pablo y Gavia; pero prácticamente tiene como único recurso la explotación de mantos acuíferos subterráneos, que suelen ser aprovechados para ampliar parcelas de riego. El agua es altamente salina, con bajo contenido de sodio.

### Clima
Predomina el clima desértico, que comparte con todo el Altiplano, pero, dado que su temperatura media anual es de 19,3 °C y su precipitación pluvial es de 450 mm anuales, éste se distingue por ser seco semicálido (BSh); similar al de Marruecos.
En la parte extrema noroeste tiene una pequeña franja donde la temperatura media anual se ubica por debajo de los 18 °C, haciéndolo seco templado (BSk); parecido a los de Los Ángeles y Teherán. La última nevada en Matehuala se registró el 12 de diciembre de 1997. El día 11 de febrero de 2002 se presentó una ligera nevada por dos horas.
Weather Data for Matehuala, San Luis Potosí
| Parámetros climáticos promedio de Matehuala (SMN), San Luis Potosí, Mexico (elevation 1589 m) | Parámetros climáticos promedio de Matehuala (SMN), San Luis Potosí, Mexico (elevation 1589 m) | Parámetros climáticos promedio de Matehuala (SMN), San Luis Potosí, Mexico (elevation 1589 m) | Parámetros climáticos promedio de Matehuala (SMN), San Luis Potosí, Mexico (elevation 1589 m) | Parámetros climáticos promedio de Matehuala (SMN), San Luis Potosí, Mexico (elevation 1589 m) | Parámetros climáticos promedio de Matehuala (SMN), San Luis Potosí, Mexico (elevation 1589 m) | Parámetros climáticos promedio de Matehuala (SMN), San Luis Potosí, Mexico (elevation 1589 m) | Parámetros climáticos promedio de Matehuala (SMN), San Luis Potosí, Mexico (elevation 1589 m) | Parámetros climáticos promedio de Matehuala (SMN), San Luis Potosí, Mexico (elevation 1589 m) | Parámetros climáticos promedio de Matehuala (SMN), San Luis Potosí, Mexico (elevation 1589 m) | Parámetros climáticos promedio de Matehuala (SMN), San Luis Potosí, Mexico (elevation 1589 m) | Parámetros climáticos promedio de Matehuala (SMN), San Luis Potosí, Mexico (elevation 1589 m) | Parámetros climáticos promedio de Matehuala (SMN), San Luis Potosí, Mexico (elevation 1589 m) | Parámetros climáticos promedio de Matehuala (SMN), San Luis Potosí, Mexico (elevation 1589 m) |
| Mes                                                                                           | Ene.                                                                                          | Feb.                                                                                          | Mar.                                                                                          | Abr.                                                                                          | May.                                                                                          | Jun.                                                                                          | Jul.                                                                                          | Ago.                                                                                          | Sep.                                                                                          | Oct.                                                                                          | Nov.                                                                                          | Dic.                                                                                          | Anual                                                                                         |
| --------------------------------------------------------------------------------------------- | --------------------------------------------------------------------------------------------- | --------------------------------------------------------------------------------------------- | --------------------------------------------------------------------------------------------- | --------------------------------------------------------------------------------------------- | --------------------------------------------------------------------------------------------- | --------------------------------------------------------------------------------------------- | --------------------------------------------------------------------------------------------- | --------------------------------------------------------------------------------------------- | --------------------------------------------------------------------------------------------- | --------------------------------------------------------------------------------------------- | --------------------------------------------------------------------------------------------- | --------------------------------------------------------------------------------------------- | --------------------------------------------------------------------------------------------- |
| Temp. máx. abs. (°C)                                                                          | 38.0                                                                                          | 37.0                                                                                          | 39.0                                                                                          | 41.0                                                                                          | 43.0                                                                                          | 41.0                                                                                          | 39.0                                                                                          | 46.0                                                                                          | 39.8                                                                                          | 37.0                                                                                          | 35.4                                                                                          | 32.3                                                                                          | 46.0                                                                                          |
| Temp. máx. media (°C)                                                                         | 22.4                                                                                          | 25.3                                                                                          | 28.3                                                                                          | 30.8                                                                                          | 31.9                                                                                          | 31.6                                                                                          | 30.5                                                                                          | 31.1                                                                                          | 29.4                                                                                          | 27.7                                                                                          | 24.9                                                                                          | 22.6                                                                                          | 28.1                                                                                          |
| Temp. media (°C)                                                                              | 14.4                                                                                          | 16.6                                                                                          | 19.3                                                                                          | 21.8                                                                                          | 23.5                                                                                          | 23.9                                                                                          | 23.2                                                                                          | 23.4                                                                                          | 22.3                                                                                          | 20.2                                                                                          | 17.3                                                                                          | 14.9                                                                                          | 20.1                                                                                          |
| Temp. mín. media (°C)                                                                         | 6.4                                                                                           | 8.0                                                                                           | 10.2                                                                                          | 12.9                                                                                          | 15.1                                                                                          | 16.2                                                                                          | 15.9                                                                                          | 15.8                                                                                          | 15.2                                                                                          | 12.8                                                                                          | 9.6                                                                                           | 7.1                                                                                           | 12.1                                                                                          |
| Temp. mín. abs. (°C)                                                                          | -9.0                                                                                          | -6.0                                                                                          | -4.4                                                                                          | -2.0                                                                                          | 1.6                                                                                           | 9.0                                                                                           | 7.5                                                                                           | 5.0                                                                                           | 4.0                                                                                           | 2.0                                                                                           | -3.2                                                                                          | -7.0                                                                                          | -9.0                                                                                          |
| Precipitación total (mm)                                                                      | 14.7                                                                                          | 12.6                                                                                          | 10.5                                                                                          | 23.5                                                                                          | 57.9                                                                                          | 76.9                                                                                          | 70.4                                                                                          | 71.8                                                                                          | 83.5                                                                                          | 40.2                                                                                          | 16.1                                                                                          | 12.8                                                                                          | 458.8                                                                                         |
| Días de precipitaciones (≥ 0.1)                                                               | 4.8                                                                                           | 4.1                                                                                           | 4.6                                                                                           | 6.5                                                                                           | 11.7                                                                                          | 12.5                                                                                          | 13.7                                                                                          | 14.7                                                                                          | 14.9                                                                                          | 6.7                                                                                           | 4.9                                                                                           | 3.8                                                                                           | 102.9                                                                                         |
| Fuente n.º 1: Comisión Nacional del Agua                                                      |                                                                                               |                                                                                               |                                                                                               |                                                                                               |                                                                                               |                                                                                               |                                                                                               |                                                                                               |                                                                                               |                                                                                               |                                                                                               |                                                                                               |                                                                                               |
| Fuente n.º 2: Comisión Nacional del Agua (dias de precipitaciones)                            |                                                                                               |                                                                                               |                                                                                               |                                                                                               |                                                                                               |                                                                                               |                                                                                               |                                                                                               |                                                                                               |                                                                                               |                                                                                               |                                                                                               |                                                                                               |

### Flora y fauna
De los tipos encinar arbustivo o chaparral y zacatal. El primero se caracteriza por contar con una vegetación que se desarrolla en altitudes superiores a los 1500 msnm, casi exclusiva de la zona del Altiplano, sobre todo en las laderas de los cerros; sus especies vegetales son poco utilizadas, aunque en algunos casos se emplean como combustibles, predominando las denominadas quercus potosina y quercus tinkhamii.
En los terrenos planos lo sustituye el zacatal, que se caracteriza por una vegetación formada por herbáceas, gramíneas, particularmente las conocidas como "zacate". Crecen distintos tipos de zacatales según el clima, el suelo y el relieve; en los lugares más bajos, la vegetación es arbustiva y con frecuencia alterna con otros tipos de vegetación que incluyen al matorral xerófilo, matorral desértico rosetófilo, matorral espinoso, matorral macrófilo, nopalera, izotal, cardonal y pastizal.
En estos parajes existen muchas especies animales; entre las más características destacan: cuervos, aguilillas, búhos, lechuzas, gavilanes, halcones, águilas, correcaminos, liebre cola negra, conejo audobón, lobos, zorra norteña, coyote, cacomixtle norteño, bura, venado cola blanca y una gran variedad de reptiles como el camaleón, la tortuga del desierto y diversas serpientes.

### Características y uso del suelo
Dentro de esta región se han detectado suelos con horizontes calciyesíferos, suelos carbonatados medianamente profundos, con horizonte superficial yesífero; suelos con yeso en los horizontes profundos y suelos cementados con carbonato a poca profundidad.

## Perfil sociodemográfico

### Grupos étnicos
Desde sus inicios, Matehuala ha estado habitada por una diversidad de grupos étnicos. Entre los pueblos autóctonos con presencia prolongada destacan los negritos y los guachichiles, quienes se asentaron en rancherías cercanas al Ojo de Agua y participaron en la fundación del pueblo de San Francisco de Matehuala.
A ellos se sumaron más tarde tlaxcaltecas y tarascos, integrados mediante proyectos coloniales de pacificación y poblamiento. Aunque muchos de estos pueblos fueron posteriormente absorbidos por procesos de asimilación y mestizaje, su legado permanece en la toponimia local y en la memoria histórica de sus descendientes mestizos.
En la actualidad, de acuerdo con XII Censo General de Población y Vivienda efectuado por el INEGI, la población indígena total en el municipio es de 260 personas. Sus lenguas indígenas son el náhuatl y el chichimeco. De acuerdo con los resultados que presenta el Conteo de Población y Vivienda de 2020, en el municipio habitan un total de 182 personas que hablan alguna lengua indígena.

### Religión
Al año 2000, de acuerdo al citado censo efectuado por el INEGI, la población de 5 años y más que era cristiana católica ascendía a 62 990 habitantes, mientras que la no católica en el mismo rango de edades sumaba 5760 personas.

## Infraestructura social

### Educación
El municipio cuenta con servicios de educación básica (preescolar, primaria, secundaria), bachillerato, técnica profesional, superior y posgrados. A razón de 74 jardines de niños, tanto en el área urbana como rural; 99 escuelas primarias, en el área urbana y rural; 44 escuelas secundarias, en el área urbana y rural; cuatro escuelas de bachillerato general; seis escuelas de capacitación para el trabajo, una de profesional medio; una unidad regional de la Universidad Autónoma de San Luis Potosí; el Instituto Tecnológico de Matehuala, Universidad de Matehuala, con campus en la cabecera y en Salinas, Universidad Intercultural de Matehuala, Universidad Santander, Escuela Normal Experimental "Normalismo Mexicano" Escuela Normal de Estudios Superiores del Magisterio Potosino Plantel Matehuala. Según el INEGI, de la población de 15 años y más se tienen 46 514 alfabetas contra 4010 analfabetas que representan el 7.93 por ciento de analfabetismo.

### Salud
La demanda de servicios médicos de la población del municipio es atendida por organismos oficiales y privados, tanto en el medio rural como urbano. El municipio cuenta con un total de 16 unidades médicas: 8 dependientes de la Secretaría de Salubridad y Asistencia (SSA), una del Instituto Mexicano del Seguro Social (IMSS), una del Instituto de Seguridad y Servicios Sociales de los Trabajadores del Estado (ISSSTE) y otras 6 del IMSS, bajo el programa gubernamental Oportunidades.
Esta cobertura de servicios médicos alcanza al 98,8 por ciento de la población total. El municipio cuenta con 16 casas de salud con su respectiva auxiliar de comunidad en donde se dan pláticas y orientaciones en materia de salud reproductiva, primeros auxilios, etcétera. También se cuenta con un centro de rehabilitación integral abierto al público en general dependiente del DIF municipal
Actualmente se cuenta con el nuevo hospital general que se encuentra ubicado en la Carretera La Paz Km 3 No. 601. El Hospital General cuenta con Servicio de Urgencias, Unidad Quirúrgica, Toco Cirugía, Urgencias, Hospitalización de Neonatología, Hospitalización de Pediatría, Hospitalización de adultos, Laboratorio de Análisis Clínicos, Unidad de Imagenología, Centro de Transfusión Sanguínea, Unidad de Diálisis Ambulatoria, Unidad de Colposcopía, Consultorio de Telemedicina, Consultorio de Epidemiología.
Otras áreas con que cuenta el Hospital son: Consultorio de Psiquiatría, Consultorio de Otorrinolaringología, Consultorio de Ortopedia y Traumatología, Consultorio de Gineco-obstetricia, Consultorio de Oftalmología, Consultorio de Medicina Interna, Consultorio de Pediatría, Consultorio de Medicina Preventiva, Consultorio de Medicina General, Consultorio de Psicología, Área de Trabajo Social.

### Abasto
El municipio cuenta con un centro receptor de productos básicos, además cuenta con una bodega de BORUCONSA. En la ciudad operan varias cadenas de supermercados y tiendas de autoservicio, tales como: Soriana, los afiliados al grupo Walmex (Walmart y Bodega Aurrerá) y Waldo's dollar mart.

### Vivienda
De acuerdo al XII Censo General de Población y Vivienda efectuado por el INEGI, el municipio contaba con 16 499 viviendas y su promedio de ocupación es de 4 habitantes por vivienda. De esta cifra, el 86,04 por ciento de viviendas cuenta con agua entubada, el 72,78 con drenaje y el 95,13 con el servicio de energía eléctrica.
De acuerdo a los resultados que presenta el II Conteo de Población y Vivienda de 2005, el municipio contaba con un total de 18 mil 670 viviendas de las cuales 18 mil 292 son particulares.

### Servicios públicos
Los recursos financieros, humanos y de infraestructura alcanzan al municipio para tener una cobertura de servicios públicos en el orden de: Agua potable, alcantarillado y saneamiento, un 70 por ciento; Alumbrado público, 80 por ciento; Limpia (recolección de basura y limpia en vías públicas), 70; Mercados y centrales de abasto, 50; Panteones, 100; Rastro (número de rastros), 80; Seguridad pública, 75 por ciento; Obra Pública de Rehabilitación y Construcción, 80 por ciento; asilo de ancianos y centro de readaptación social CERESO. 

### Vías de comunicación
El municipio cuenta con un total de 300.3 kilómetros de los cuales 125 son de carretera troncal federal pavimentada, quedando el resto como sigue: Alimentadora estatal (pavimentada), 61.5 km.; Caminos Rurales (revestida), 113.8 km.
Al municipio lo atraviesa la Carretera Federal No. 57, Ciudad de México - Piedras Negras, la cual se dirige a las ciudades de Saltillo y Monterrey al norte; al sur, a las ciudades de San Luis Potosí, Querétaro y Ciudad de México
Debido a la reestructuración de la empresa de ferrocarriles, tras la privatización decretada por el expresidente Ernesto Zedillo, habiendo desaparecido el servicio de pasajeros, el municipio contó con el servicio de carga aproximadamente hasta el año 2000. En la actualidad ya no hay servicio de tren, ahora las antiguas oficinas de la estación son utilizadas por el Ramo 33.

## Medios de comunicación

### Radio
Existen dos radiodifusoras locales, y además se escucha una con cobertura nacional; las tres en Amplitud Modulada: XEFF y XEIE, de Matehuala, S.L.P., y XEW, de México, D.F. la 10.30

### Televisión
Cuenta con dos canales de televisión local: Canal 14 TV y 51 Reactiva Tv. Las señales que llegan al municipio son de cobertura nacional: Canales 2.1 y 5.1 de Televisa (acrónimo de Televisión Vía Satélite), y canales 7.1 y 13.1 de Televisión Azteca (TV Azteca) ya no se transmiten pero se pueden ver en la televisión con antena, además de contar con los servicios de cable por parte de Cablevision. Además tienen más de 60 canales.

### Prensa
Circulan dos periódicos locales: El Imparcial y La razón. Un moderno ejemplar impreso, el semanario Resumen, además de cuatro periódicos más de la capital del estado: Momento, Pulso, El Sol de San Luis y La Jornada San Luis, y uno de cobertura nacional: El Norte, editado en Monterrey, Nuevo León.

### Correos, telégrafos y teléfonos
El municipio cuenta con una administración y una agencia de correos, 11 expendios en comercios y 13 expendios en instituciones públicas. El servicio de telégrafos que se proporciona en el municipio es para telegramas, giros, fax y cuenta, con una administración. La infraestructura telefónica era, hasta 2005, de 3711 líneas con 6260 aparatos telefónicos.

## Actividad económica

### Agricultura
Esta actividad tiene como principales cultivos: maíz, frijol y cebada, como cultivo perenne que tiene importancia en la región está la alfalfa. La comercialización de los productos debido a las necesidades humanas se destina al autoconsumo y cuando se tienen excedentes se comercializa en el ámbito local o hacia la misma región.

### Ganadería
Según el INEGI, al 31 de diciembre de 1999 había una población total de 5498 cabezas de ganado bovino, destinado para la producción de leche, carne y para el trabajo; 5 mil 472 cabezas de ganado porcino; 811 cabezas de ganado ovino; 19 887 de ganado caprino; 4 mil 348 de ganado equino; 291 359 aves de corral para carne y huevo; 50 colmenas para producción de miel.

### Silvicultura
En el municipio se lleva a cabo la actividad forestal de productos maderables mediante unidades de producción rural.

### Industria manufacturera
Las diversas empresas manufactureras dentro del municipio son establecimientos industriales que dan empleo a diversas personas. Textil, alimentaria, metal-mecánica, electrónica y logística.

### Población activa por sector
De acuerdo con cifras del año 2000 presentadas por el INEGI, la población económicamente activa total del municipio asciende a 26 745 personas, mientras que la ocupada es de 26 mil 427; presentándose de la siguiente manera: Sector Primario (agricultura, ganadería, caza y pesca), 8,97 por ciento; Sector Secundario (minería, petróleo, industria manufacturera, construcción y electricidad), 34,82 por ciento; Sector Terciario (comercio, turismo y servicios), 53,55 por ciento; Otros (probablemente empleo informal), 2,66 por ciento.

## Atractivos culturales y turísticos

### Monumentos históricos

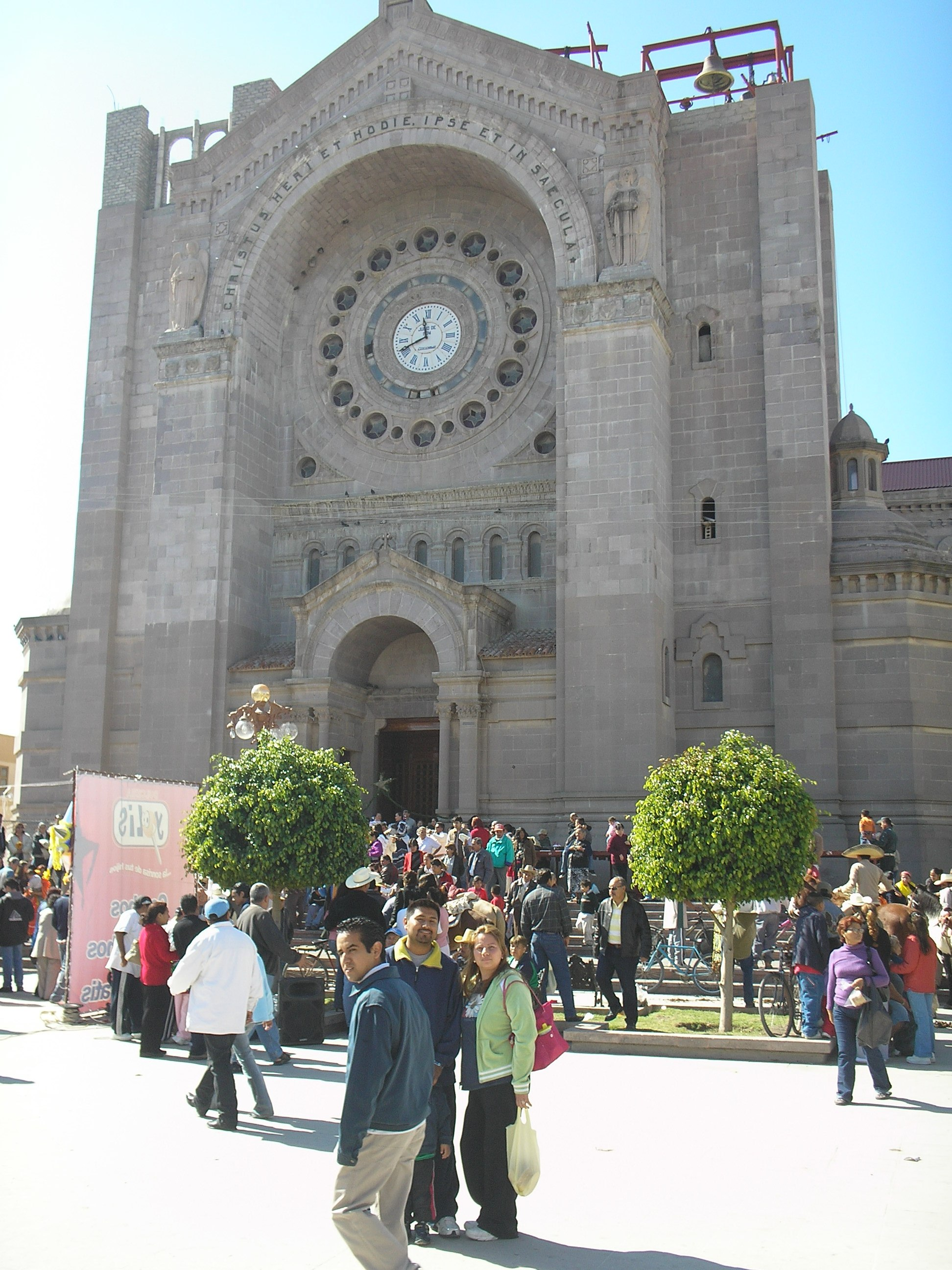
Catedral de la Inmaculada Concepción en el corazón de la ciudad de Matehuala.

- Iglesia de la Inmaculada Concepción. Posee el mismo estilo arquitectónico de la de Saint Joseph des Brotteaux, en Lyon, Francia; su construcción se inició en 1898 y aún no concluye.
- Iglesia Santísima de Guadalupe. Localizada en el Ojo de Agua donde dio origen a la fundación de la ciudad, es la más antigua, la cual data del siglo XVI.
- Iglesia de San Salvador. Representativa del municipio, data del siglo XVIII.
- Exhacienda de Los Patos.
- Casa de Juárez.
- Casa Hidalgo.
- Plaza de toros "Santiago J. Vivanco".
- Casa de los Portales.
- Ruinas de lo que fue la Fundidora Asarco American Smelting and Refining Co.

### Fiestas, danzas y tradiciones
- Fiesta de La Inmaculada Concepción. Del 29 de noviembre al 8 de diciembre.
- Fiesta del Señor de Matehuala. Del 28 de diciembre al 6 de enero.
- Feria Regional de Matehuala. Del 26 de diciembre al 10 de enero
- Fiesta a San Antonio. El 13 de junio.
- Conmemoración de la fundación de Matehuala. Del 8 al 16 de julio.
- Fiesta tradicional de Reyes. Del 1º al 6 de enero, fiesta tradicional de Reyes.
- Feria de la Charamusca. Viernes santo de cada año, en el parque Vicente Guerrero (popularmente conocido como "El Pueblo")
- Fiesta San Judas Tadeo en diferentes colonias de la ciudad, principalmente en "La Dichosa".

El Parque Vicente Guerrero, mejor conocido como "El Pueblo" fue apodado así debido a que, en épocas anteriores, era parte del centro de la ciudad y la gente de las rancherías cercanas solía utilizar el término de "Voy al pueblo" cuando iban de compras o a algún asunto al centro de Matehuala.

### Artesanías y gastronomía
Artículos de cuero y dulces regionales, flores de papel y tela, jaulas de carrizo, objetos de ixtle, sombrerías y jarciería.
- Platillos: Asado de boda, abuches preparados, picadillo, tamales y queso de cabra.
- Bebidas: pulque y mezcal.
- Dulces:cajeta, mermelada de durazno, natillas, chiclosos, obleas, glorias, queso de tuna y queso de mezquite. Muchos de estos productos son elaborados y distribuidos en todo el país por la tradicional fabrica de dulces Las Sevillanas (empresa matehualense), que además elabora embutidos.

## Hermanamiento
La ciudad de Matehuala está hermanada con cinco ciudades alrededor del mundo por Sister Cities International, Inc. (SCI)
- Pharr (2012)[20]